# Ponto cardeal

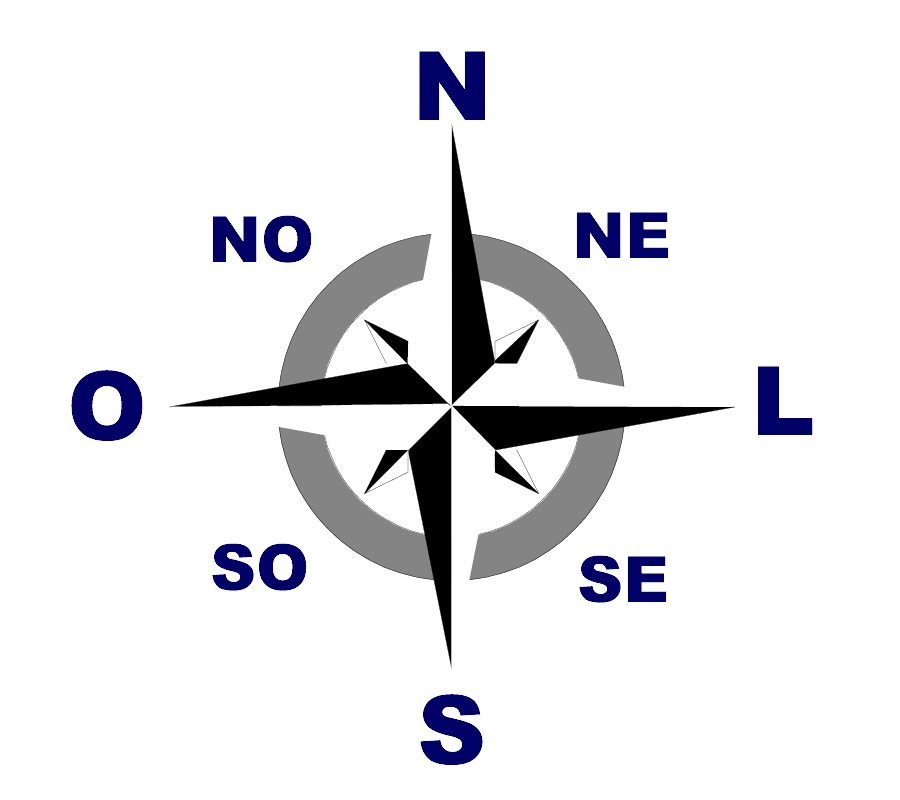
Rosa-dos-ventos indicando os pontos cardeais e colaterais.

Os pontos cardeais são os principais pontos de referência para localização sobre a superfície terrestre, presentes na rosa dos ventos, e constituem-se de quatro:
- Norte, inicial N, também chamado "Setentrional ou Boreal".[2]
- Sul, inicial S, também chamado "Meridional ou Austral".[3]
- Leste ou Este, inicial L ou E, também chamado "Oriente, Nascente ou Levante" por indicar o lado, e não o ponto, onde o Sol nasce.[1]
- Oeste, inicial O ou W, também chamado "Ocidente ou Poente" por indicar o lado onde o Sol se põe, e não seu ponto exato, o qual se altera durante as diferentes épocas do ano.[1]

As marinhas de Portugal e do Brasil usam a forma leste para evitar confusão com este, mas em geral é mais usual a inicial E, até por coerência com as iniciais dos pontos colaterais.
Há também quatro pontos colaterais:
- nordeste - NE;
- sudeste ou sueste - SE;
- sudoeste - SO ou SW;
- noroeste - NO ou NW.

Finalmente oito pontos subcolaterais:
- Nor-nordeste - NNE;
- És-nordeste - ENE;
- És-sudeste ou és-sueste- ESE;
- Su-sudeste ou su-sueste - SSE;
- Su-sudoeste - SSO ou SSW;
- Oés-sudoeste - OSO ou WSW;
- Oés-noroeste - ONO ou WNW;
- Nor-noroeste - NNO ou NNW.

O somatório de todos os pontos cardeais e auxiliares forma a figura conhecida como rosa dos ventos, geralmente inclusa na mesa das agulhas de marear, também conhecidas como bússolas.
É sabido que a menor distância entre dois pontos na superfície da Terra só pode ser representada com uma reta. O arco de círculo que representa essa curva é também a fração ideal do círculo máximo que une esses pontos, e essa linha tem o nome de ortodromia.
A navegação sobre essa linha, no entanto, obriga a constantes cálculos e mudanças de rumos, já que os arcos de círculos máximos não formam ângulos constantes com os meridianos. À medida que a derrota aproxima o destino, os ângulos em referência aos meridianos precisam ser corrigidos.
Com exceção dos pontos cardeais norte e sul, sobre o meridiano, ou leste e oeste, sobre a linha do equador, para seguir qualquer direção cardeal constante, tais quais ilustradas em mapas, os navegantes precisam percorrer uma linha cardeal que só faz ângulos constantes com os meridianos, chamada linha de rumo ou loxodromia. No entanto, o caminho torna-se mais longo. Além disso, a curva tridimensional da loxodromia, ao ser simplificada em um plano bidimensional, cria distorções.